# 路易維爾城足球俱樂部
路易維爾城足球俱樂部（Louisville City FC）是間基於肯塔基州路易維爾的球會。奧蘭多城於2014年宣布加入美職聯後，球會從奧蘭多城繼承了特許權，從2015年起於前稱美國足球聯賽的美國足球冠軍聯賽中參賽。球會在成立後首兩賽季都成功打入東岸決賽，及後更於2017年和2018年奪美國足球聯賽冠軍，成為首個美國足球聯賽兩年霸的球會。

## 球會歷史
由於美國足球聯賽球會奧蘭多城即將加入美職聯，奧蘭多城的班主於2014年上旬與路易維爾市官員探討將球會遷移。球會在2014年6月宣布會遷移至路易維爾，並會由新班主帶領。持有少數股份的奧蘭多城則指定了路易維爾城為其附屬球隊。
球會繼承了奧蘭多城紫金色的色彩,並任命了前奧蘭多城球員兼教練占士·奧干拿為球會首任領隊。
從2016年賽季起，奧蘭多城解除了路易維爾城的附屬地位，並開始營運奧蘭多城B隊作為新的附屬球隊。

## 榮譽
美國足球冠軍聯賽
- 聯賽盃
  - 冠軍(2): 2017年，2018年
- 常規賽
  - 冠軍: 2024年
  - 亞軍(4): 2015年，2016年，2017年，2022年
- 東岸
  - 季後賽冠軍(4): 2017年，2018年，2019年，2022年
  - 常規賽冠軍(4): 2017年，2020年，2022年，2024年